# Adrenalina (Fred De Palma)
Adrenalina è un singolo del rapper italiano Fred De Palma, pubblicato il 31 marzo 2023.

## Descrizione
Il brano, scritto dallo stesso De Palma con la produzione di Jvli, è stato descritto attraverso la seguente dichiarazione:

## Video musicale
Il video musicale, diretto da Marc Lucas, è stato pubblicato il 3 aprile 2023 attraverso il canale YouTube del rapper.

## Tracce
Testi di Federico Palana, musiche di Jvli.
1. Adrenalina – 3:00